# Церковь Святых Космы и Дамиана (Городок)
Це́рковь Святы́х Космы́ и Дамиа́на — православный храм на западной окраине деревни Городок Глусского района Могилёвской области Белоруссии. Памятник народного деревянного зодчества.

## История
Деревянная церковь была возведена в 1814 году.
По данным 1864 года, церковь относилась к четвёртому классу. Её принадлежали 33 десятины усадебной, пахотной и сенокосной земли. Штатное жалованье причту церкви составляло 256 рублей. В числе благотворителей храма упоминаются Николай и Елена, графы Бандецкие. Число прихожан составляло 970 мужчин и 1052 женщины. К храму на то время относились Рождество-Богородицкая церковь в деревне Вильче, переделанная помещиком Адамом Ратынским, и Покровская деревянная церковь в деревне Глуше.
За советский период церковь была закрыта лишь единожды, а именно на несколько месяцев перед началом Великой Отечественной войны, когда местная еврейская артель убедила местную власть закрыть храм для открытия в нём гончарного производства. С приходом оккупационных войск церковь была открыта. Во время Великой Отечественной войны звонница и барабан церкви были использованы для обустройства огневых точек; при военных действиях по ним вёлся огонь, и они были «пробиты пулями и осколками шрапнели». Однако возгорания храма не произошло.
В 1970-е годы в храме был проведён ремонт.
За церковью находится ряд могил, в том числе и священнослужителей храма. Так, две могилы датированы 1789 и 1855 годами. Кроме них, имеются ещё две могилы с крестами, уложенными горизонтально на земле, — возможно, конца XVII — начала XVIII века. В храме имеется икона, датируемая 1861 годом.
Настоятель церкви — иерей Александр Федоров.

## Архитектура
При постройке церкви были использованы традиции народного зодчества и стилизованные элементы классицизма. Для храма характерна протяжённая продольно-осевая композиция, основу которой, по мнению исследователя А. Н. Кулагина, составляют одинаковые по габаритам бабинец и пятигранная апсида. Также имеются выступающие из корабля церкви боковушки притвора и приделов. Другие исследователи выделяют в композиции храма, высота которого достигает 22 м, прямоугольный основной объём (его параметры — 32 × 12 м), пятигранную апсиду, трёхъярусную звонницу и бабинец. Их покрытием служит общая двухскатная крыша с вальмами над апсидой.
Завершением средокрестия служит мощный восьмигранный световой барабан, возведённый под сомкнутым полусферическим куполом. Над притвором надстроен четверик, на котором возведён восьмигранный ярус звонницы, то есть использован восьмерик на четверике. В качестве покрытия последней используется такой же, как и над барабаном, восьмигранный сомкнутый полусферический купол. Для освещения храма использованы высокие прямоугольные оконные проёмы в плоских наличниках с сандриками. Решение для главного входа было найдено в виде четырёхстолпного крыльца, а по другим данным — стилизованного портика. Для укрепления угловых частей сооружения были использованы деревянные лопатки.

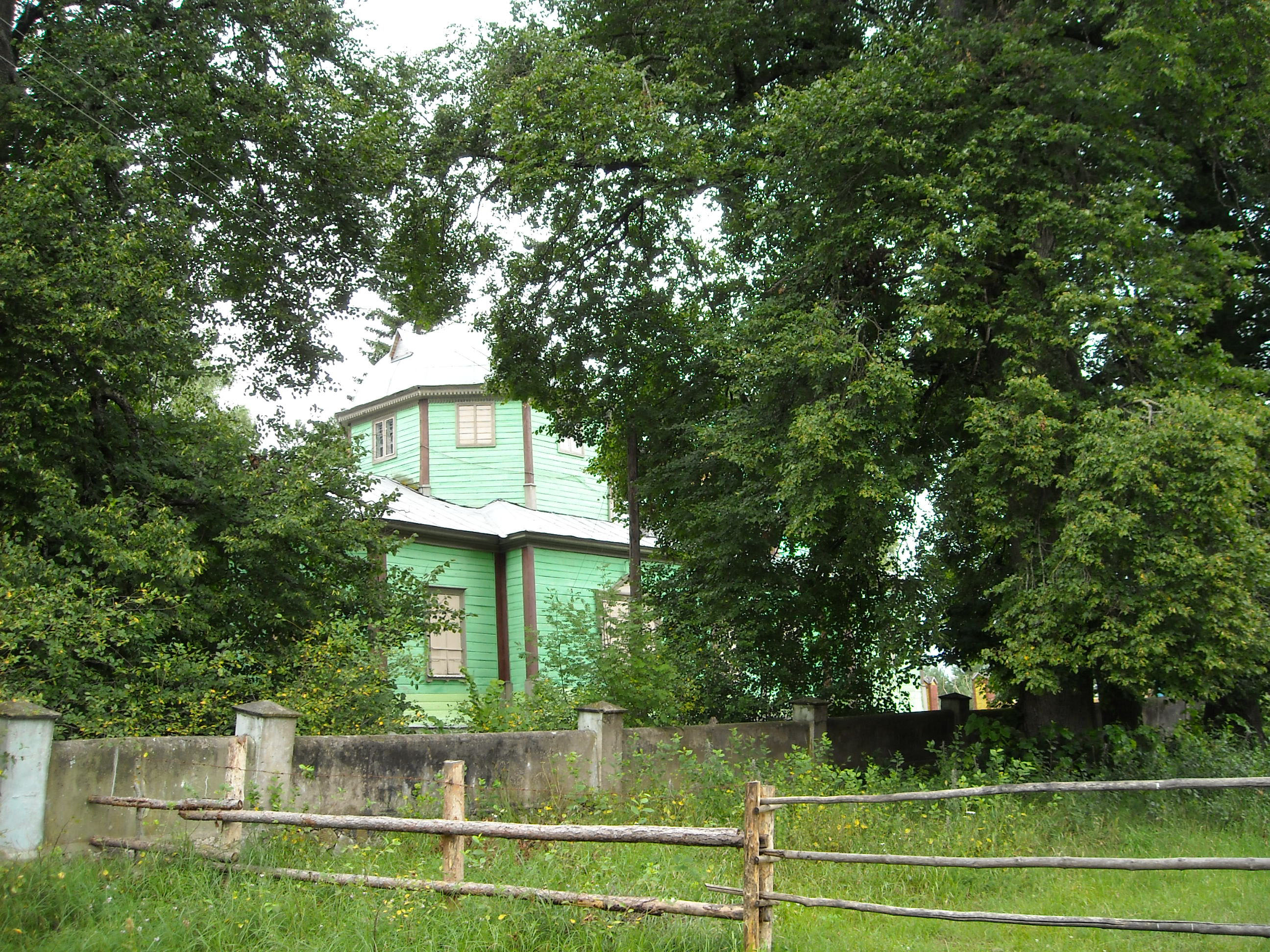
Вид со стороны апсиды

Внутреннее пространство характеризуется как глубинно развитое (по продольной оси). Его господствующим элементом является пространство средокрестия, в качестве перекрытия которого был использован восьмигранный шатёр (по другим данным, сомкнутый свод). Опорой последнему служат паруса и 8 столбов. Для декорирования интерьера была широко использована резьба по дереву.
Храм окружён кирпичной оградой с двухстолпными воротами, которые были возведены в 1905 году (примерно в то же время церковь была обита вагонкой). В углу ограды находятся остатки более старой постройки, т. н. покойницкой.
По некоторым данным, «таких деревянных храмов-памятников, построенных в стиле византийской архитектуры, на всем постсоветском пространстве осталось всего три».

## Комментарии
1. ↑  Иногда возведение храма датируется 1866 годом. См.: Кулагін А. М. Праваслаўныя храмы на Беларусі : энцыклапедычны даведнік. — Минск: БелЭн, 2001. — С. 55. — 328 с. — ISBN 985-11-0190-7.; Кулагін А. М. Праваслаўныя храмы Беларусі : энцыклапедычны даведнік. — Минск: БелЭн, 2007. — С. 116—117. — ISBN 978-985-11-0389-4.; Туристская энциклопедия Беларуси / редкол.: Г. П. Пашков [и др.]; под общ. ред. И. И. Пирожника. — Минск: БелЭн, 2007. — С. 148. — 648 с. — ISBN 978-985-11-0384-9.